# Об'єднані ліві (Польща)
Об'єднані ліві (пол. Zjednoczona Lewica, ZL) — політичний союз політичних партій у Польщі.
Альянс був сформований у липні 2015 року Союзом демократичних лівих сил, «Твоїм рухом», Польською соціалістичною партією, Робітничим союзом і Партією зелених для спільної участі на парламентських виборах. Формування альянсу відбулось у відповідь на погану роботу польських лівоцентристів на президентських виборах за підтримкою Альянсу профспілок. 14 вересня до альянсу приєдналась Польська робітнича партія. 4 жовтня було оголошено, що Барбара Новацька, одна з лідерів «Твого руху», буде лідером альянсу і кандидатом у прем'єр-міністри.
На парламентських виборах, що відбулися 25 жовтня 2015 року, партія отримала тільки 7,55% голосів, і з цієї причини не змогла подолати бар'єр в 8% та не увійшла до парламенту.

## Див.також
- Об'єднані праві (Польща)
- Ліві (Польща)
- Нові ліві (Польща)
- Європейська коаліція